# Torpedvägsteklar
Torpedvägsteklar (Homonotus) är ett släkte av steklar som beskrevs av Anders Gustav Dahlbom 1843. Torpedvägsteklar ingår i familjen vägsteklar.
Släktet innehåller bara arten Homonotus sanguinolentus.